# شانس دوم: سه رئیس‌جمهور و بحران ابرقدرتی آمریکا
شانس دوم: سه رئیس‌جمهور و بحران ابرقدرتی آمریکا ((به انگلیسی: Second Chance: Three Presidents and the Crisis of American Superpower)) نام کتابی از زیبیگنیو برژینسکی که در ۵ مه ۲۰۰۷ منتشر شد.
برژینسکی در این کتاب حدود ۱۵ سال دوران سیاست خارجی ایالات متحده آمریکا پس از جنگ سرد را به نقد کشیده و نقاط قوت و ضعف ۳ رئیس‌جمهور بوش پدر، کلینکتون و بوش پسر را توضیح داده‌است.